# 光泉カトリック小学校
光泉カトリック小学校（こうせんかとりっくしょうがっこう）は、滋賀県草津市に設置認可申請中の私立カトリック小学校。2021年4月開校予定で工事を進めていたが、2020年6月、新型コロナウイルス感染拡大等を理由に児童募集見送りを公表した。

## 概要
新しい小学校の教育の特色は、聖パウロ学園の建学の理念である、3つの柱に基づく。
1. 人格を育てる（カトリックの教えに基づいて、愛に満ちた人格をもつ人に育てる）
2. 学力を伸ばす（基礎的な学力を確実に身につけ、さらに思考カ・判断カ・表現力を伸ばし、希望の進路を確実に切り開いていける力を養う。さらに、学習のなかで芸術や文学などの感性を磨き、人格や表現の幅も広げていく）
3. 国際人を育てる（グローバルな人材に必要な、幅広い知識・豊かな教養、英語コミュニケーションの力、表現の力を育てる）

2019年に設置法人である学校法人聖パウロ学園が隣接地に設置予定であることを公表した。

## 併設校
- 光泉カトリック幼稚園
- 光泉カトリック中学校・高等学校

## 交通アクセス
- JR琵琶湖線南草津駅から700m